# Крепостная гора (Судак)
Крепостна́я гора́ или Дженеве́з-Кая́ (укр. Фортечна гора, Дженевез-Кая, крымскотат. Cenevez Qaya, Дженевез Къая) — гора на юго-восточном берегу Крымского полуострова. Расположена в городе Судак.
Высота над уровнем моря — 157 м.
По своему происхождению гора является древним окаменевшим коралловым рифом и представляет собой пологий с севера и обрывистый с юга конусообразный массив, который вдается в Судакскую бухту Чёрного моря мысом Кыз-Кулле-Бурун (крымскотат. Qız Qulle Burun — «мыс девичьей башни»).

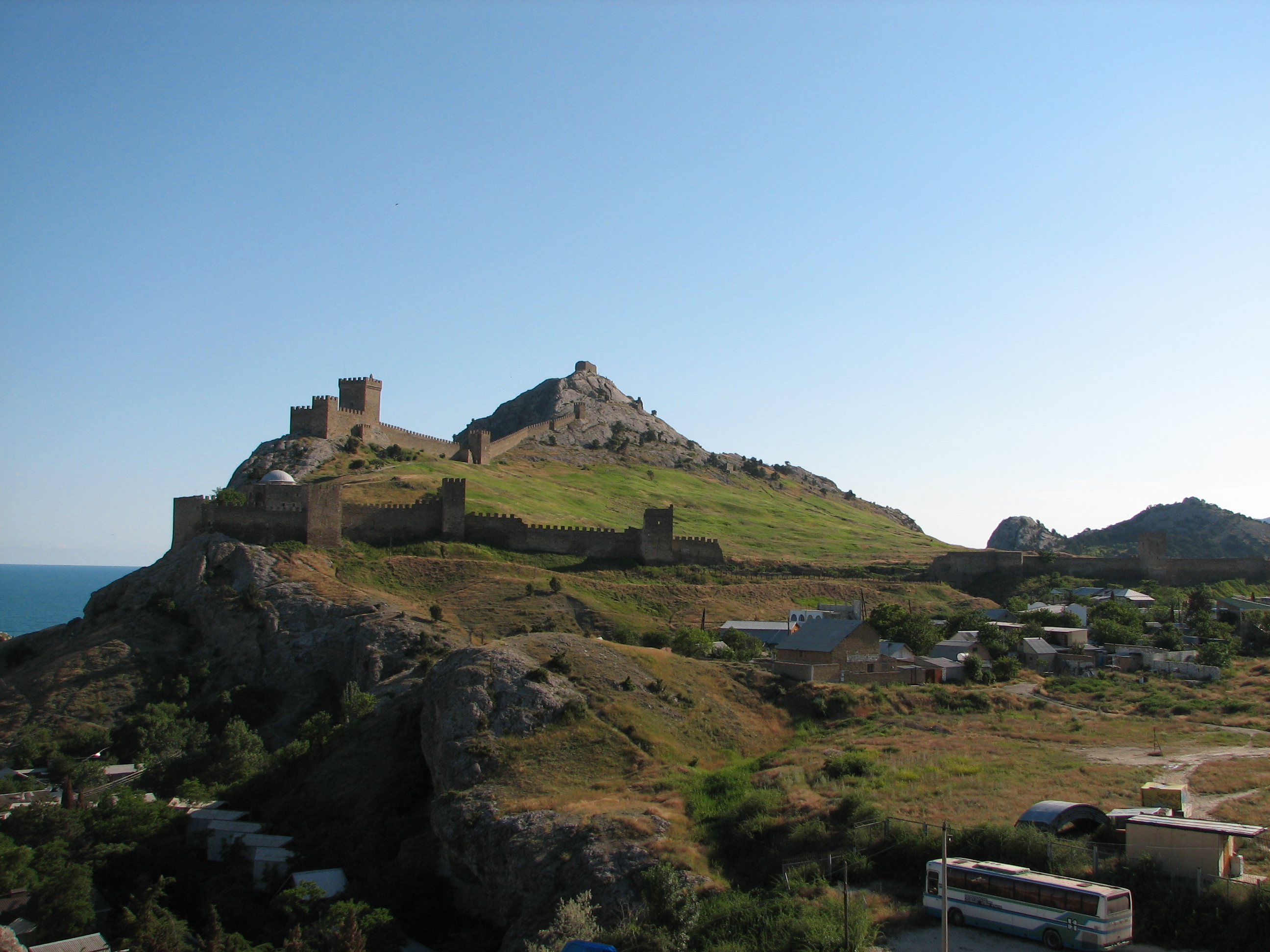
Вид на гору со скалы Сахарная Головка

На северном склоне располагается Генуэзская крепость, по которой гора и получила русское название. На вершине горы находится Девичья (Дозорная) башня этой крепости. Крепостная гора также известна как Дженевез-Кая (крымскотат. Cenevez Qaya — «генуэзская скала») или по названию мыса Кыз-Кулле-Бурун.
На отвесной морской скальной стене Дженевез-Кая проводятся соревнования скалолазов, в том числе Международный чемпионат ветеранов альпинизма и скалолазания, который проводится в Судаке на протяжении нескольких лет. 